# Stari aerodrom
Stari aerodrom je naselje u glavnom gradu Crne Gore, Podgorici. Graniči se sa obližnjim naseljima Konik, Vrela Ribnička, Drač i Tuški put. Nalazi se u blizini mjesta gdje je nekada bio vojni aerodrom, a danas sportski aerodrom "Špiro Mugoša", po čemu je i dobilo ime. To je jedno od rijetkih naselja koje je prošlo kroz veliko građevinsko širenje. Sastoji se od dva dijela:
- Prva Faza, gdje se pretežno nalaze stambene zgrade;
- Druga Faza, gdje se pretežno nalaze privatne kuće.

Na Starom aerodromu se nalaze Hotel Kosta's, Hotel Aurel, Hotel Bristol i Hotel Septembar, a u naselju su i brojne prehrambene prodavnice trgovačkih lanaca VOLI, Aroma, Idea i ostali. Salon namještaja Jysk, prodavnica Okov, prodavnica građevinskog materijala Kips, prodavnice elektronskih proizvoda TehnoMax i TehnoLux se takođe nalaze u naselju. Automobilske kompanije Toyota, BMW, Volkswagen i Subaru imaju svoje salone u naselju. U naselju se nalazi i ambasada Poljske u Crnoj Gori.

## Istorija

### 2000-e godine
Ranih 2000-ih godina dolazi do velikog građevinskog širenja naselja koje traje i danas. Izgrađeni su prilazi naselju, brojni stambeni objekti, sportski tereni, obrazovni objekti, državne institucije i slično. Smatra se da je naselje dobilo oblike naselja početkom 1980-ih.

## Geografski položaj
Stari aerodrom se prostire od željezničke pruge i glavne željezničke stanice Podgorica na zapadu do Bulevara Veljka Vlahovića na istoku i od evropskog puta E762 na jugu do Bulevara Pera Ćetkovića na sjeveru. Naselje je izgrađeno na dijelu Ćemovskog polja, koje je kraško polje i dio Zetske ravnice. Kroz naselje prolazi i evropski put E80.

## Prevoz
Od Starog aerodroma polazi gradska autobuska linija L8/53, koja ide kroz centar grada i završava u naselju Donja Gorica, kao i  linija L15/L7 koja ide kroz centar grada do Mareze.

## Kultura
Na Starom aerodromu se nalazi trening kamp Fudbalskog Saveza Crne Gore, kao i stadioni OFK Titograd i FK Stari aerodrom. U naselju se nalazi i nekoliko parkova sa košarkaškim terenima, stolovima za stoni tenis i spravama za vježbanje, kao i dvije staze za atletiku. Naselje je dom i za MMA klub Omladinac, kao i nekoliko teretana zatvorenog tipa. U naselju se nalazi i novi Dom Zdravlja i starački dom Dom Starih Podgorica.

## Obrazovanje
Na Starom aerodromu se nalazi osnovna škola koja je dobila ime po ruskom piscu Pavlu Rovinskom i koja broji oko 1.500 učenika. U naselju se nalazi i državna predškolska Ustanova „Đina Vrbica”, a od 2022. godine i Gimnazija „Sveti Sava” u čijoj neposrednoj blizini se gradi i istoimena srpska pravoslavna crkva. Od 2006. godine u naselju se nalazi i privatna visokoškolska ustanova Univerzitet Mediteran.